# マッティク谷線
マッティク谷線（ドイツ語: Mattigtalbahn）は、オーストリア国鉄の鉄道線の名称である。路線番号は190。

## 運行形態
快速と普通について説明する。大部分の区間は上オーストリア運輸連合 (Oberösterreiche Verkehrsverbund, OÖVV) の管轄下にある。ウィーン方面に直通する特急列車についてはオーストリア西部鉄道を参照。

### 快速「レギオナルエクスプレス(REX)」
- フライラッシング - ザルツブルク - リンツ間　【平日運行】
平日のみ、ザルツブルク行とフライラッシング行が1本ずつ、ザルツブルク発リンツ行が1本運行される。シュタインドルフ以東は101号線に、ザルツブルク以西は200号線に直通する。
2021年春以前はシュタインドルフにも停車していた。2023年度以前は、東行がフライラッシング始発であった。

- REX21系統：　フライラッシンク～シュタインドルフ～ブラウナウ間
1時間に1本の運行。土曜・休日は2時間に1本の運行。また、大半がザルツブルクからローゼンハイム線のフライラッシンクまで乗り入れる。
過去の運行形態
2017年以前は、シュタインドルフにも全列車が停車していた。朝のザルツブルク方面行1本を除くほとんどの列車が各駅に停車していた他、本数も2時間に1本であった。
2018-21年度は、ゼーキルヒェン、シュタインドルフ、タイヒシュタット、アーヘンローエが大部分通過となった。平日の午後は1時間に1本の運行となった。
2022年度より、全列車ゼーキルヒェン停車となった。
2023年度より、平日午前も1時間に1本の運行となった。

### 普通「レギオナルツーク(R)」
- R21系統：　ザルツブルク - シュタインドルフ - フリードブルク
1時間に1本の運行。
過去の運行形態
2017年末に、ザルツブルク - シュタインドルフ - シュトラスヴァルヒェン間に運行を開始した。当初は平日・土曜日中心の運行で、休日は北行1本のみの運行であった。カーザーンは一部を除きを通過していた他、ヴァラーゼーは全列車通過であった。
2022年度ダイヤでフリードブルク発着に変更された他、毎日運行となった。
2023年度より、カーザーン停車となった。また、ヴァラーゼーも含めた各駅停車の列車が設定された。

- ノイマルクト - ブラウナウ
一日2往復（土曜日・休日は南行片道1本）の運行。
過去の運行形態
2017年以前は、シュタインドルフ以北の運行であった。平日午後に運行され、快速と合わせて1時間毎の運行となる様なダイヤとなっていた。
2018,19年度は、一日3往復（土曜2往復、休日1往復）運行していた。朝の南行1本に限り、シュタインドルフ通過でノイマルクトまで乗り入れる様になった。
2020,21年度は、一日2往復（土曜1往復、休日運休）運行していた。
2022年度に、全列車ノイマルクトまで延伸された他、土曜・休日は南行片道1本の運行となった。シュタインドルフは停車となった。

### Sバーン・ザルツブルク
- リンツ - シュトラスヴァルヒェン - ザルツブルク - フライラッシンク間(S2)
毎時1本の運行。ザルツブルク以西は200号線→ドイツ国鉄951号線に直通する。東行片道1本のみ、途中駅を通過する。
過去の運行形態
2017年以前は、大部分がシュトラスヴァルヒェン - ザルツブルク間のみの運行で、全て各駅停車で、ノイマルクトにも停車していた。
2017年末にリンツ - フライラッシング間の運行となった。
2019年末に途中駅通過の列車が設定された。
2021年末にシュタインドルフ通過となった。

## 駅一覧
以下では、オーストリア国鉄190号線の駅と営業キロ、停車列車、接続路線などを一覧表で示す。
- 種別
  - REX：快速
  - R：普通
- 停車駅
  - ■印：全列車停車
  - ●印：一部通過
  - ☆印：半数停車
  - ○印：一部停車
  - ｜印：全列車通過

| 路線名 | 駅名                                               | 駅間営業キロ | 累計営業キロ         | 累計営業キロ       | 累計営業キロ   | rj | IC | REX | R  | S  | 接続路線                                                                                  | 所在地                   | 所在地                   |
| ------ | -------------------------------------------------- | ------------ | -------------------- | ------------------ | -------------- | -- | -- | --- | -- | -- | ----------------------------------------------------------------------------------------- | ------------------------ | ------------------------ |
| 190    | ザルツブルク駅                                     | -            | ザルツブルクから 0.0 | ウィーンから 312.5 |                | ■  | ■  | ■   | ■  | ■  | 200号線（シュヴァルツァハ方面） ドイツ鉄道951号線（ブレゲンツ/ミュンヘン/ランツフト方面） | ザルツブルク州           | ザルツブルク市           |
| 190    | カーザーン駅                                       | 2.6          | 2.6                  | 309.9              |                | ｜ | ｜ | ｜  | ●  | ■  | 200号線（ヴェアグル方面短絡線）                                                           | ザルツブルク州           | ザルツブルク市           |
| 190    | ハルヴァンク・エリクスハウゼン駅                   | 4.4          | 7.0                  | 305.5              |                | ｜ | ｜ | ○   | ■  | ■  |                                                                                           | ザルツブルク州           | ザルツブルク郊外郡       |
| 190    | オイゲンドルフ駅                                   | 2.7          | 9.7                  | 302.8              |                | ｜ | ｜ | ｜  | ○  | ■  |                                                                                           | ザルツブルク州           | ザルツブルク郊外郡       |
| 190    | ゼーキルヒェン・アム・ヴァラーゼー駅               | 3.4          | 13.1                 | 299.4              |                | ｜ | ｜ | ■   | ■  | ■  |                                                                                           | ザルツブルク州           | ザルツブルク郊外郡       |
| 190    | ヴァラーゼー駅                                     | 3.3          | 16.4                 | 296.1              |                | ｜ | ｜ | ｜  | ○  | ■  |                                                                                           | ザルツブルク州           | ザルツブルク郊外郡       |
| 190    | ケステンドルフ・ヴェング駅(*3)                     | 2.3          | 18.7                 | 293.8              |                | ｜ | ｜ | ｜  | ■  | ■  |                                                                                           | ザルツブルク州           | ザルツブルク郊外郡       |
| 190    | ノイマルクト・アム・ヴァラーゼー駅(*2)             | 4.6          | 23.3                 | 289.2              |                | ■  | ■  | ■   | ■  | ■  | 101号線（ウィーン方面）                                                                   | ザルツブルク州           | ザルツブルク郊外郡       |
| 190    | シュタインドルフ・バイ・シュトラスヴァルヘン駅     | 1.8          | 25.1                 | 287.4              | 分岐点から 0.3 | ｜ | ｜ | ○   | ■  | ｜ | 101号線（ウィーン方面 *4）                                                                | ザルツブルク州           | ザルツブルク郊外郡       |
| 190    | シュトラスヴァルヘン西駅                           | 1.2          | 26.3                 |                    | 1.5            |    |    | ■   | ■  |    |                                                                                           | ザルツブルク州           | ザルツブルク郊外郡       |
| 190    | フリードブルク駅                                   | 2.6          | 28.9                 |                    | 4.1            |    |    | ■   | ■  |    |                                                                                           | オーバーエスターライヒ州 | ブラウナウ・アム・イン郡 |
| 190    | レンガウ駅                                         | 1.6          | 30.5                 |                    | 5.7            |    |    | ■   | ■  |    |                                                                                           | オーバーエスターライヒ州 | ブラウナウ・アム・イン郡 |
| 190    | タイヒシュテット駅                                 | 1.4          | 31.9                 |                    | 7.1            |    |    | ○   | ■  |    |                                                                                           | オーバーエスターライヒ州 | ブラウナウ・アム・イン郡 |
| 190    | アーヘンローエ駅                                   | 3.1          | 35.0                 |                    | 10.2           |    |    | ○   | ■  |    |                                                                                           | オーバーエスターライヒ州 | ブラウナウ・アム・イン郡 |
| 190    | ムンダーフィンク・ダンプフセゲ駅（2017年12月休止） |              |                      |                    | (13.0)         |    |    | ｜  | ｜ |    |                                                                                           | オーバーエスターライヒ州 | ブラウナウ・アム・イン郡 |
| 190    | ムンダーフィンク駅                                 | 3.4          | 38.4                 |                    | 13.6           |    |    | ■   | ■  |    |                                                                                           | オーバーエスターライヒ州 | ブラウナウ・アム・イン郡 |
| 190    | シャルヘン・マッティクホーフェン駅(*1)             | 2.8          | 41.2                 |                    | 16.4           |    |    | ■   | ■  |    |                                                                                           | オーバーエスターライヒ州 | ブラウナウ・アム・イン郡 |
| 190    | マッティクホーフェン駅                             | 1.7          | 42.9                 |                    | 18.1           |    |    | ■   | ■  |    |                                                                                           | オーバーエスターライヒ州 | ブラウナウ・アム・イン郡 |
| 190    | フルト駅                                           | 2.7          | 45.6                 |                    | 20.8           |    |    | ●   | ■  |    |                                                                                           | オーバーエスターライヒ州 | ブラウナウ・アム・イン郡 |
| 190    | ウッテンドルフ・フェルプファウ駅                   | 3.3          | 48.9                 |                    | 24.1           |    |    | ■   | ■  |    |                                                                                           | オーバーエスターライヒ州 | ブラウナウ・アム・イン郡 |
| 190    | マウアーキルヒェン駅                               | 3.5          | 52.4                 |                    | 27.6           |    |    | ■   | ■  |    |                                                                                           | オーバーエスターライヒ州 | ブラウナウ・アム・イン郡 |
| 190    | ザンクト・ゲオーゲン・アン・デア・マッティク駅     | 3.7          | 56.1                 |                    | 31.3           |    |    | ■   | ■  |    |                                                                                           | オーバーエスターライヒ州 | ブラウナウ・アム・イン郡 |
| 190    | ブラウナウ・アム・イン駅                           | 7.0          | 63.1                 |                    | 38.3           |    |    | ■   | ■  |    | 151号線（ノイマルクト方面、ジムバッハ方面）                                               | オーバーエスターライヒ州 | ブラウナウ・アム・イン郡 |

(*1): 2016年12月開業。
(*2): 2020年以前の駅名は、「ノイマルクト・ケステンドルフ」。なお、ケステンドルフの玄関駅は、ケステンドルフ・ヴェング駅でなく、ノイマルクト駅の方である。
(*3): 2020年以前の駅名は、「ヴェング」。

(*4): ウィーン方面への列車は全て通過。ウィーン方面への乗換はノイマルクトで行う。